# Anton Francesco Lucini
Anton Francesco Lucini (Firenze, 1610 – Firenze, dopo 1661) è stato un incisore e disegnatore italiano, autore del monumentale Dell'Arcano del Mare del cartografo inglese Robert Dudley, il primo atlante marino che copre tutto il mondo, pubblicato a Firenze nel 1646.

## Biografia

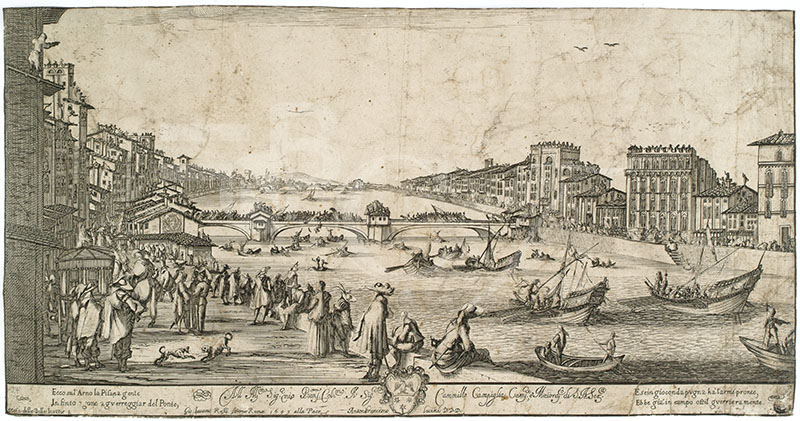
Vista di Pisa durante il Gioco del Ponte, incisione di Anton Francesco Lucini, disegno di Stefano della Bella (1649)

Nato a Firenze nel 1610, Anton Francesco Lucini si forma nello stimolante ambiente artistico della città toscana. Lucini diviene allievo dell'affermato incisore francese Jacques Callot, che in quegli anni è attivo in Toscana sotto la protezione di Cristina di Lorena. Negli stessi anni Lucini frequenta e collabora con il coetaneo Stefano della Bella di cui imita lo stile e il repertorio tematico. 
In questo periodo, Lucini lavora soprattutto su disegni di altri, alternando l'illustrazione di libri a quella di stampe. Si possono ricordare la serie di incisioni intitolata Disegni della guerra, assedio dell'armata turchesca all'Isola di Malta l'anno MDXLV che raccontano l'assedio di Malta del 1565 ad opera delle truppe turche di Solimano il Magnifico, sedici acqueforti pubblicate a Bologna nel 1631 e tratte dagli affreschi di Matteo Perez d'Aleccio conservati nella Sala di San Michele e San Giorgio, conosciuta anche come Sala del Trono, nel Palazzo del Gran Maestro a La Valletta. Mentre è del 1649 Il gioco del Ponte di Pisa pubblicato a Roma e realizzato da Lucini su disegno dell'amico e concittadino Stefano della Bella. 
Intorno al 1624 Lucini viene incaricato dal cartografo e navigatore inglese Robert Dudley, che dal 1605 vive a Firenze e presta servizio come consigliere navale per il Granducato di Toscana, di realizzare l'atlante marino Dell'Arcano del Mare, il primo che copra tutto il mondo fino ad allora conosciuto. Lucini impiega ben dodici lunghi per portare a termine le incisioni di questa opera monumentale. In questo lungo lasso di tempo, Lucini realizza le tavole degli strumenti scientifici inventati da Robert Dudley per le sue navigazioni e le carte nautiche del secondo e del sesto libro, caratterizzate da una grande eleganza in chiave barocca e da una incisione di estrema chiarezza e nitidezza. Le carte nautiche vengono incluse nella prima edizione del 1646 pubblicata a Firenze e nella seconda edizione del 1661, pubblicata sempre a Firenze in due volumi, dove la maggior parte delle carte fu disegnata dal senese Giuliano Periccioli.